# Toyohira (Fluss)
Der Toyohira (jap. 豊平川, Toyohira-gawa) ist ein Fluss auf der japanischen Insel Hokkaidō. Er ist 72,5 km lang und besitzt ein 894,7 km² großes Einzugsgebiet. Auf seiner gesamten Länge fließt er durch das Stadtgebiet von Sapporo, bis er in den Ishikari mündet.

## Beschreibung
Die Quelle liegt im äußersten Süden des Stadtgebiets am Oizari-dake, einem Nebengipfel des Izari-dake, auf einer Höhe von 850 m T.P. Als Bergbach fließt der Toyohira zunächst in nordwestlicher, dann in nördlicher Richtung, bis er den Jōzan-See erreicht. Dieser Stausee ist rund fünf Kilometer lang und wird durch die 102,5 m hohe Hōheikyō-Talsperre gestaut. Benannt ist sie nach der Hōhei-Schlucht, die anschließend durchquert wird. Jōzankei, der erste Ort am Flusslauf, ist der Standort eines bekannten Onsen. Bis hierhin liegt der Fluss vollständig auf dem Gebiet des Shikotsu-Tōya-Nationalparks. Der Toyohira wendet sich nun ostwärts und die Umgebung wird nach Passieren des Toyama-Dammes zunehmend urbaner.
Nach der Einmündung des Anano folgt eine weitere markante Flussbiegung in Richtung Norden. Beim Makomanai-Park mündet der Makomanai ein. Das Stadtzentrum, das auf einem sieben Kilometer breiten Schwemmkegel des Toyohira entstanden ist, wird an seiner Ostseite passiert. Hier zweigt der Sōsei-Kanal ab, ein in den 1860er Jahren angelegter Bewässerungskanal. Der nun nordostwärts verlaufende Fluss erreicht die weitläufige Ishikari-Ebene, nimmt mit dem Atsubetsu den längsten Zufluss auf und mündet an der Grenze zu Ebetsu in den Ishikari. Dieser wiederum fließt wenige Kilometer weiter nördlich in das Japanische Meer.

## Bilder

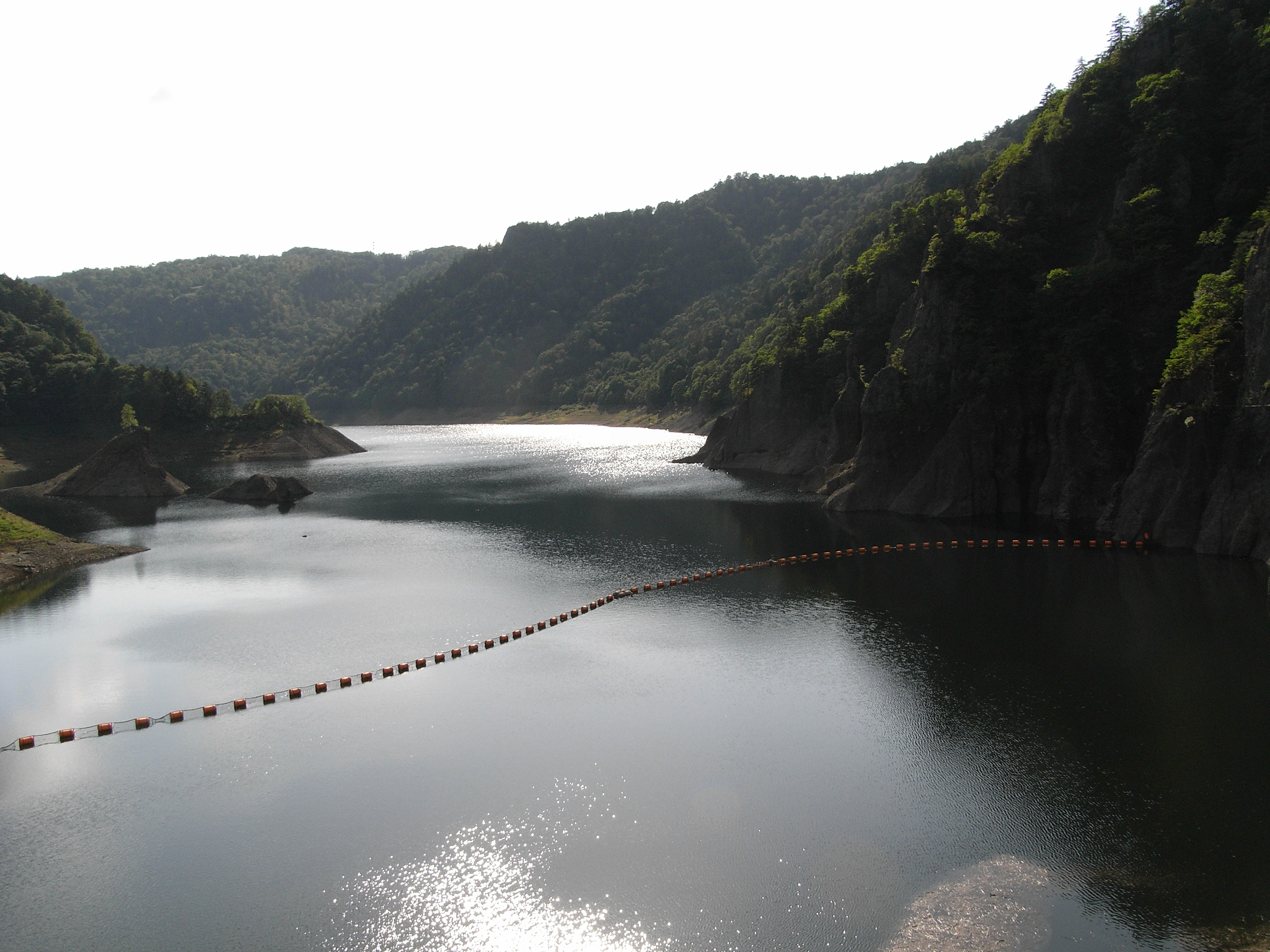
Jōzan-See
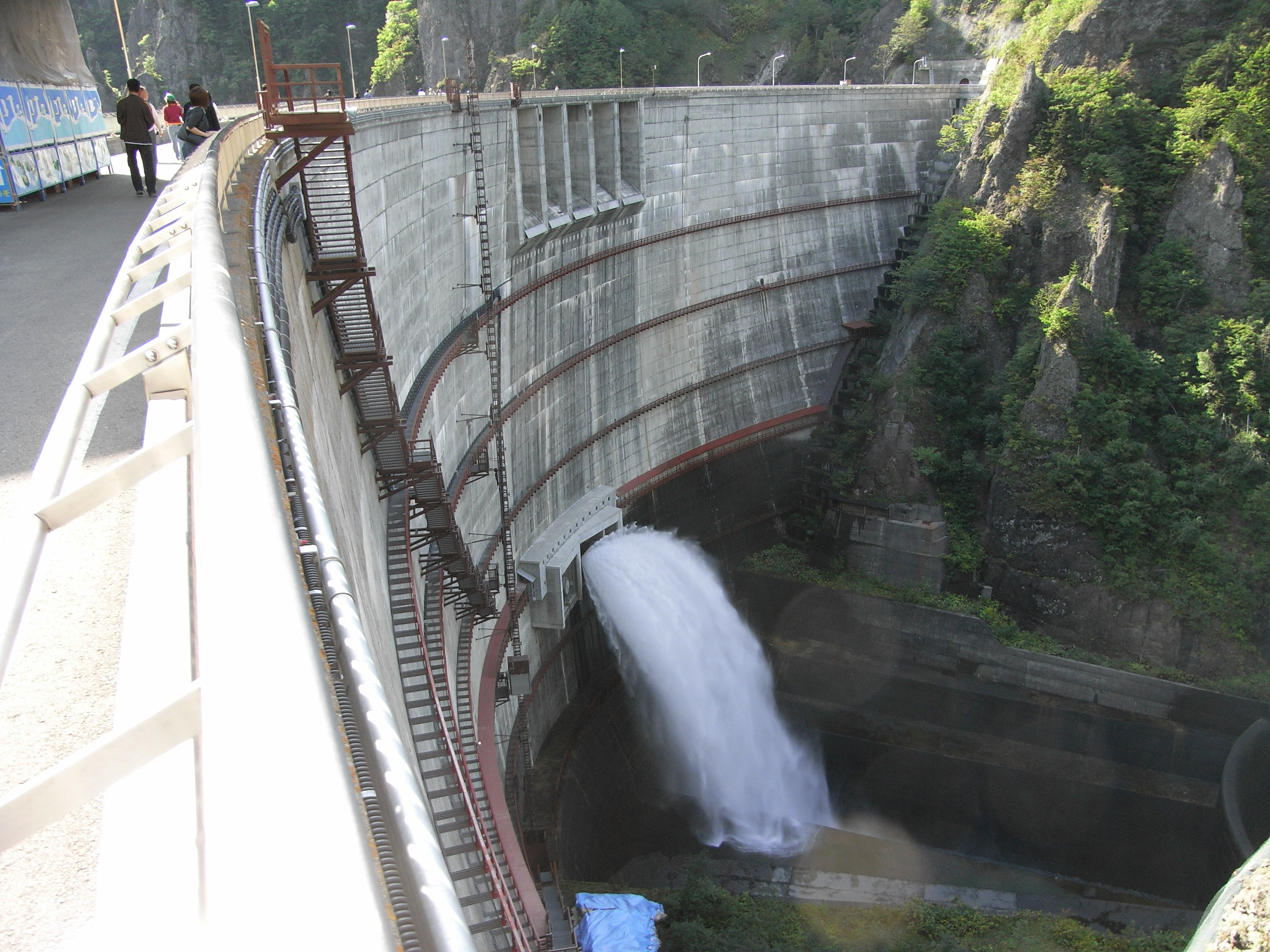
Hōheikyō-Talsperre
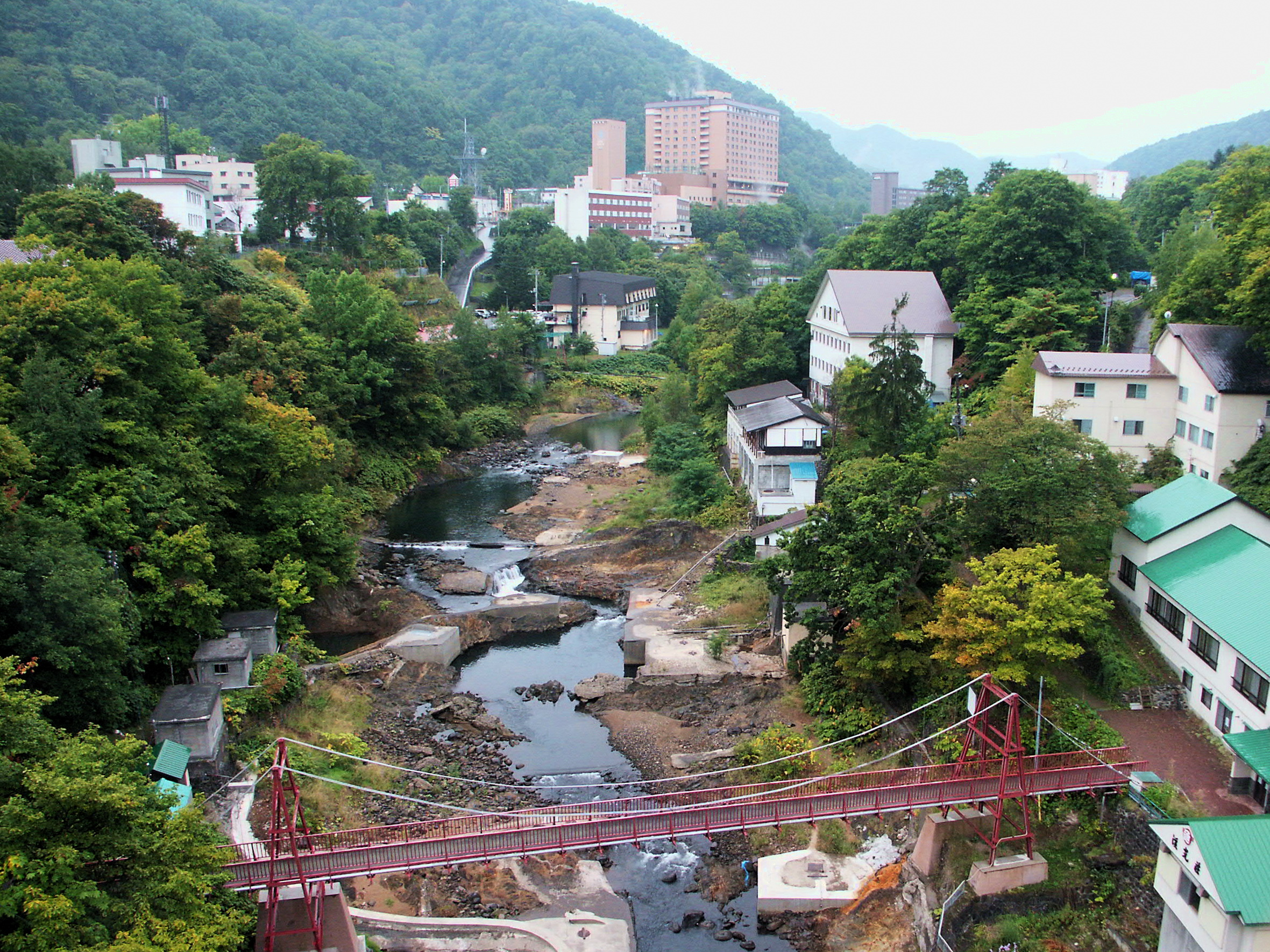
Der Toyohira bei Jōzankei
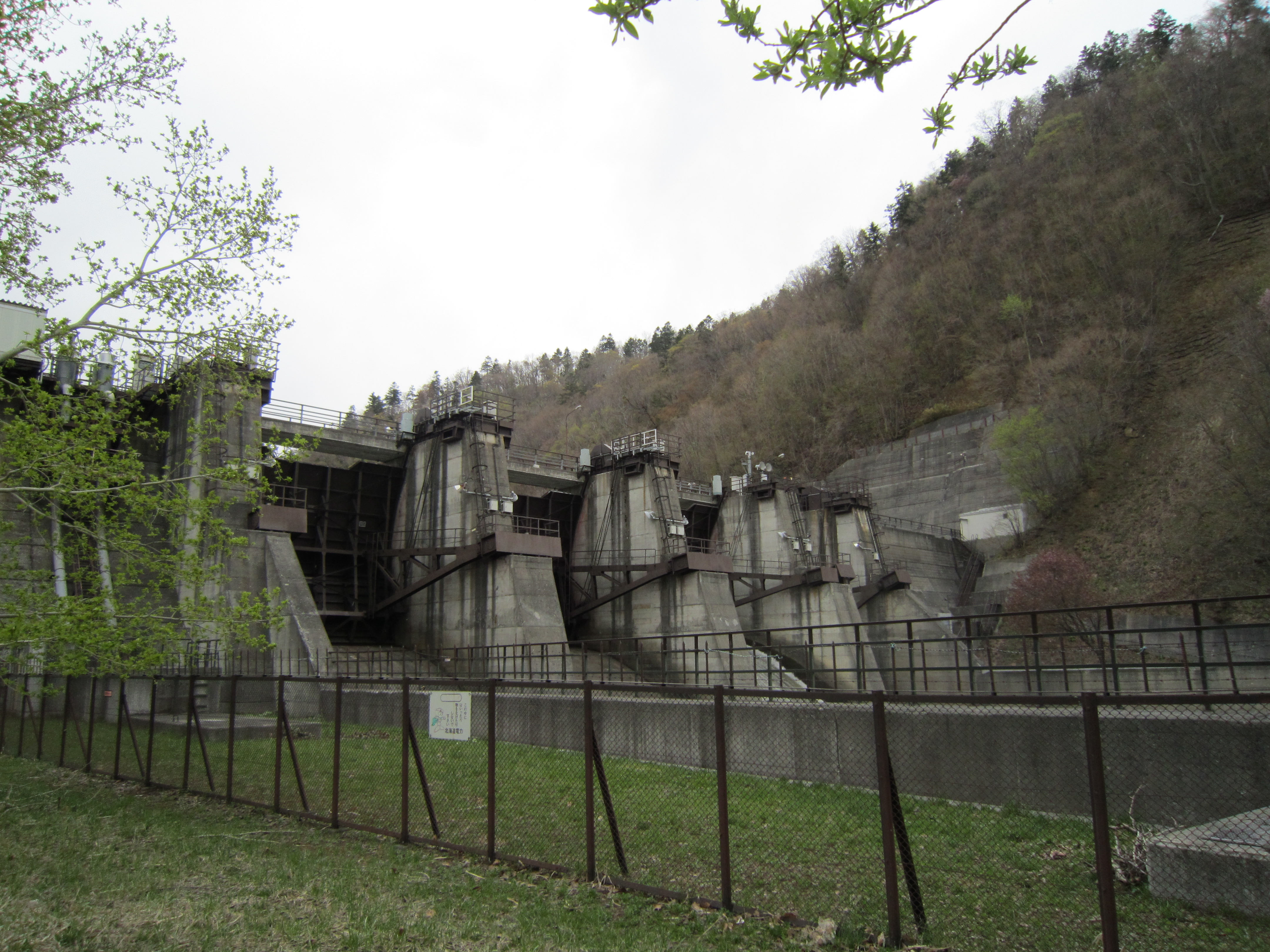
Toyama-Damm
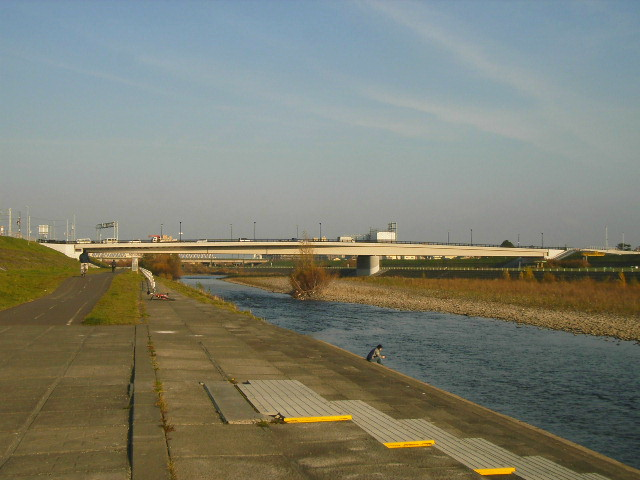
Heiwa-Brücke